# Vito Angiuli

Wappen von Vito Angiuli

Vito Angiuli (* 6. August 1952 in Sannicandro di Bari, Provinz Bari, Italien) ist Bischof von Ugento-Santa Maria di Leuca.

## Leben
Vito Angiuli empfing am 23. April 1977 durch den Erzbischof von Bari, Anastasio Alberto Ballestrero OCD, das Sakrament der Priesterweihe.
Am 2. Oktober 2010 ernannte ihn Papst Benedikt XVI. zum Bischof von Ugento-Santa Maria di Leuca. Der Erzbischof von Bari-Bitonto, Francesco Cacucci, spendete ihm am 4. Dezember desselben Jahres die Bischofsweihe; Mitkonsekratoren waren der Erzbischof von Tarent, Benigno Luigi Papa OFMCap, und der Erzbischof von Lecce, Domenico Umberto D’Ambrosio. Die Amtseinführung erfolgte am 19. Dezember 2010.